# Obelisk-Stellung

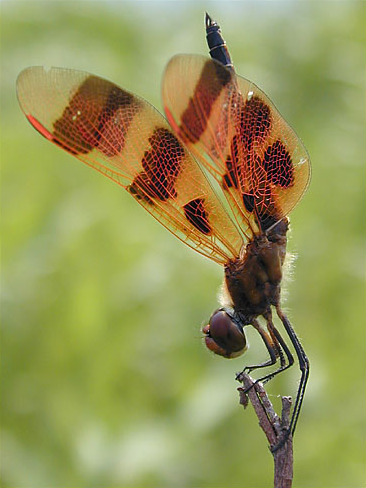
Celithemis eponia in Obelisk-Stellung

Die Obelisk-Stellung ist eine handstandähnliche Position, die einige Libellen (Odonata) einnehmen, um an sonnenreichen Tagen einer Überhitzung vorzubeugen. Der Hinterleib (Abdomen) wird dabei direkt auf die Sonne ausgerichtet, und so die der Wärmestrahlung ausgesetzte Körperoberfläche minimiert. Steht die Sonne im Zenit, erinnert die vertikale Ausrichtung der Libelle an einen Obelisken.

## Vorkommen und Funktion

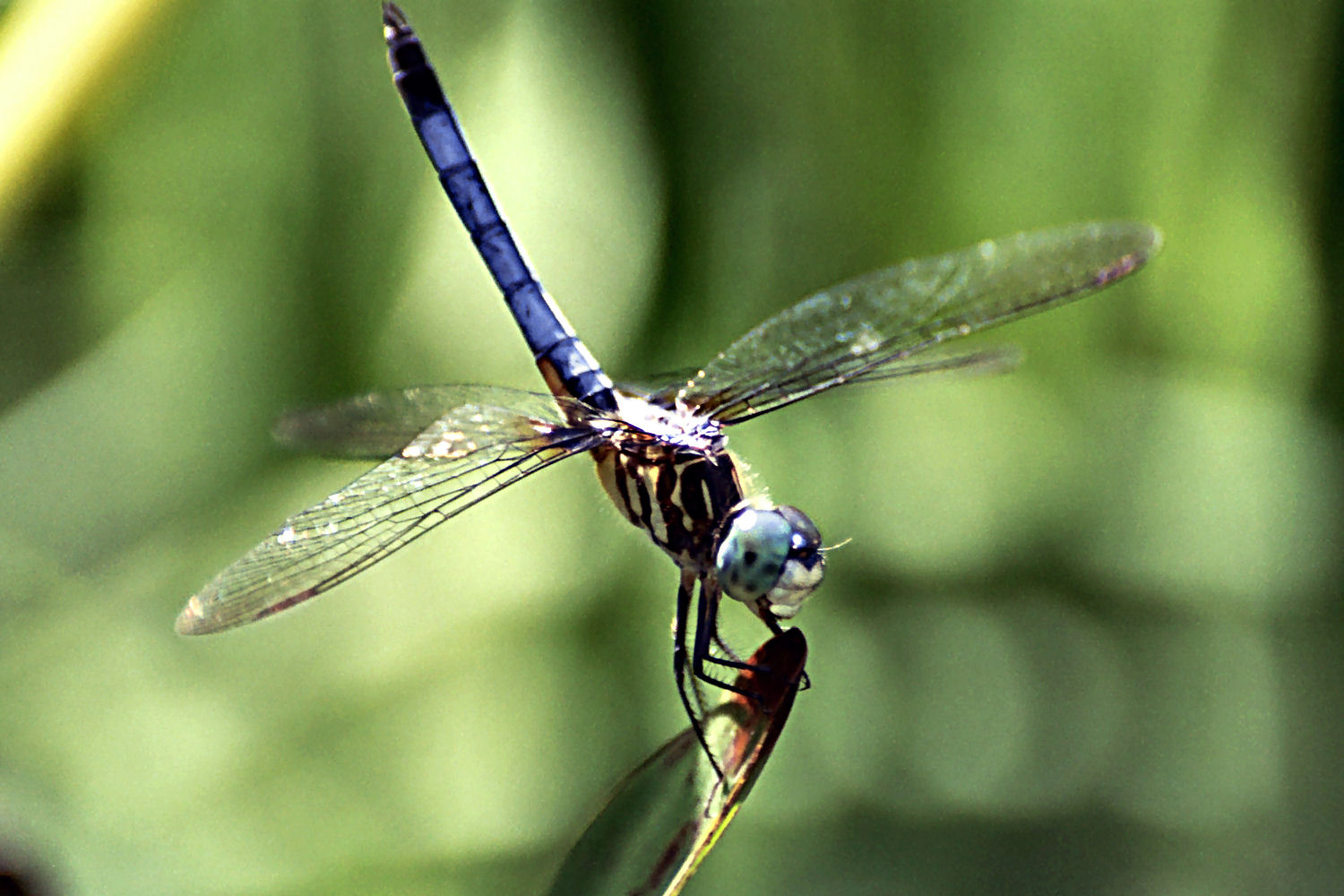
Bei Pachydiplax longipennis kann das erhobene Abdomen entweder eine Reaktion auf die Wärme sein, oder eine Bedrohung anzeigen.

Die Obelisk-Stellung wurde bei über 30 Arten aus den Familien der Prachtlibellen (Calopterygidae), Flussjungfern (Gomphidae) und vor allem der Segellibellen (Libellulidae) beobachtet. Alle sind Prädatoren, die von ihrem Ansitz aus auf Beute lauern. Die durch die Obelisk-Stellung erreichte Thermoregulation ermöglicht es ihnen trotz der Hitze länger auf den Positionen zu verbleiben.
Unter Laborbedingungen, durch das Bescheinen mit einer 250 Watt Leuchte, kann die Obelisk-Stellung auch experimentell hervorgerufen werden. Pachydiplax longipennis hebt das Abdomen bei hohen Temperaturen und senkt es bei Beschattung entsprechend wieder ab. Es konnte gezeigt werden, dass das Verhalten eine wirksame Maßnahme zur Verhinderung beziehungsweise Verlangsamung der Körpertemperatursteigerung ist.
Libellen können ihr Abdomen auch aus anderen Gründen erheben. Männchen der vorgenannten Art nehmen die Obelisk-Stellung ebenfalls ein, wenn sie ihr Territorium bewachen und zur Beeindruckung anderer Männchen die blaue Wachsbereifung des Abdomens möglichst vorteilhaft präsentieren.

## Andere Formen körperlicher Thermoregulation

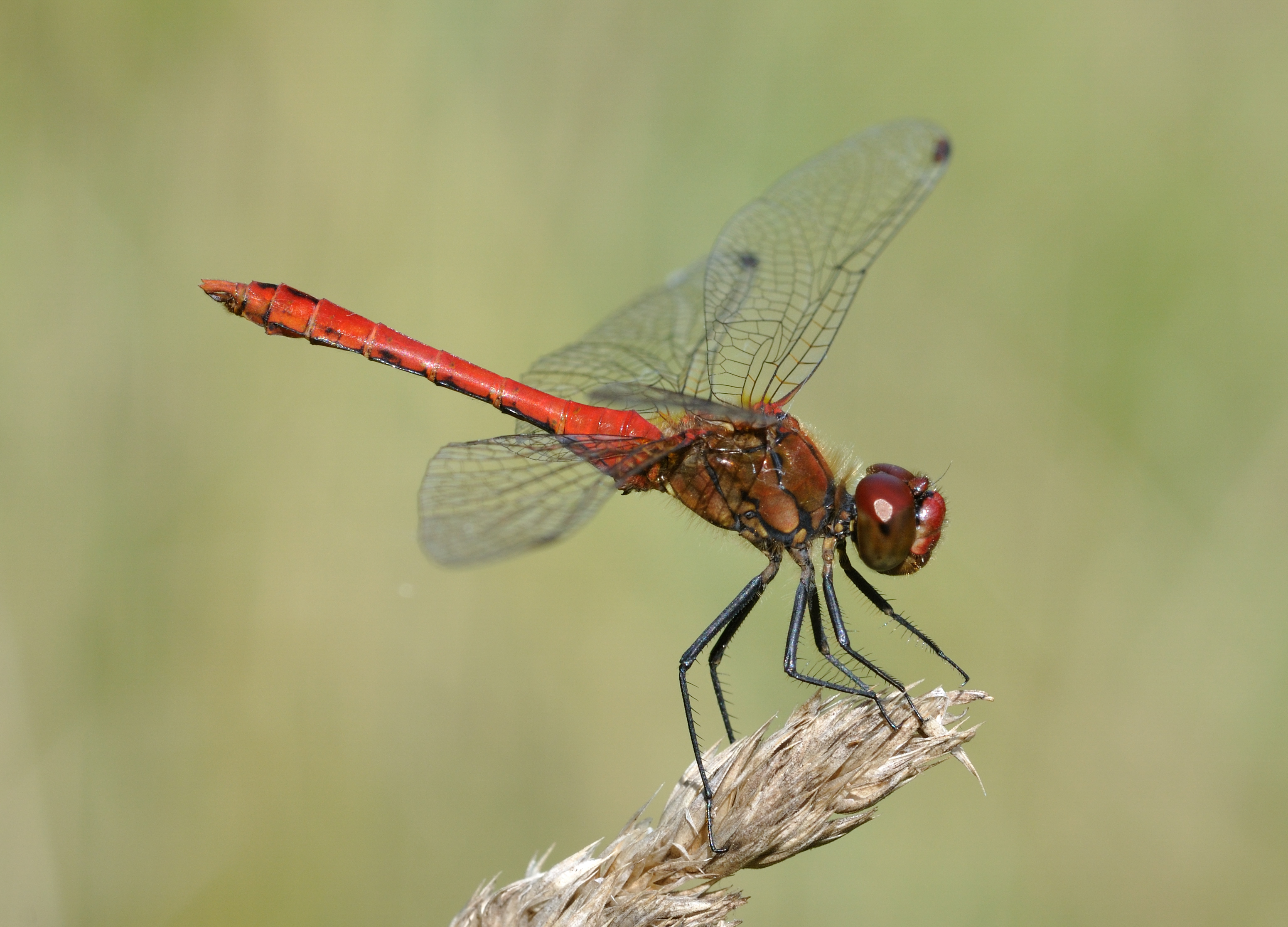
Steht die Sonne niedrig, ist die Luft aber noch warm, können Libellen eine modifizierte Obelisk-Stellung annehmen, bei der das Abdomen nur teilweise angehoben ist (hier bei Sympetrum sanguineum).

Einige Libellen, zum Beispiel Hagenius brevistylus reduzieren die Wärmeeinstrahlung, indem sie ihr Abdomen nach unten, von der Sonne abgewandt ausrichten.
Die tropische Segellibelle Diastatops intensa, deren Flügel überwiegend schwarz sind, zeigt mit den Flügeln statt des Abdomens zur Sonne, offenbar um sie der Strahlung, die diese absorbieren, weniger auszusetzen.
Einige Vertreter der Gattung Tramea senken ihre Abdomen während des Fluges in den Schattenbereich, der durch dunkle Bereiche an der Flügelbasis der Hinterflügel hervorgerufen wird. Gleiches Verhalten zeigt Pseudothemis zonata mit ähnlichem Flügelmahl.
Die Stellung zur Sonne kann auch genutzt werden, um die Körpertemperatur zu erhöhen. Die im Thorax sitzende Flugmuskulatur warm zu halten ist für Libellen besonders wichtig, da sie sonst nicht fliegen könnten. Einige können ihre Flügel so positionieren, dass sie Sonnenstrahlung auf den eigenen Körper reflektieren oder mit den Flügeln eine Art Treibhaus über den Thorax bilden, das die Wärme des Untergrundes auffängt. Steht die Sonne niedrig, richten Libellen ihre Abdomen senkrecht zur Strahlung aus, um die direkter Sonneneinstrahlung ausgesetzte Oberfläche zu maximieren. Ähnelt dieses Verhalten auch der Obelisk-Stellung, erfüllt es doch den gegenteiligen Zweck.